# Metcalfiella vicina
Metcalfiella vicina är en insektsart som beskrevs av Leon Fairmaire 1846. Metcalfiella vicina ingår i släktet Metcalfiella och familjen hornstritar. Inga underarter finns listade i Catalogue of Life.